# Teleki László (református vezető)
Széki Teleki László gróf, dr. (Gyömrő, 1912. november 29. – Piotrków Trybunalski, Lengyelország, 1962. október 10.), földbirtokos, 20. századi magyarországi református ifjúsági vezető, cserkész volt.

## Élete

### Gyermekkora és ifjúkora

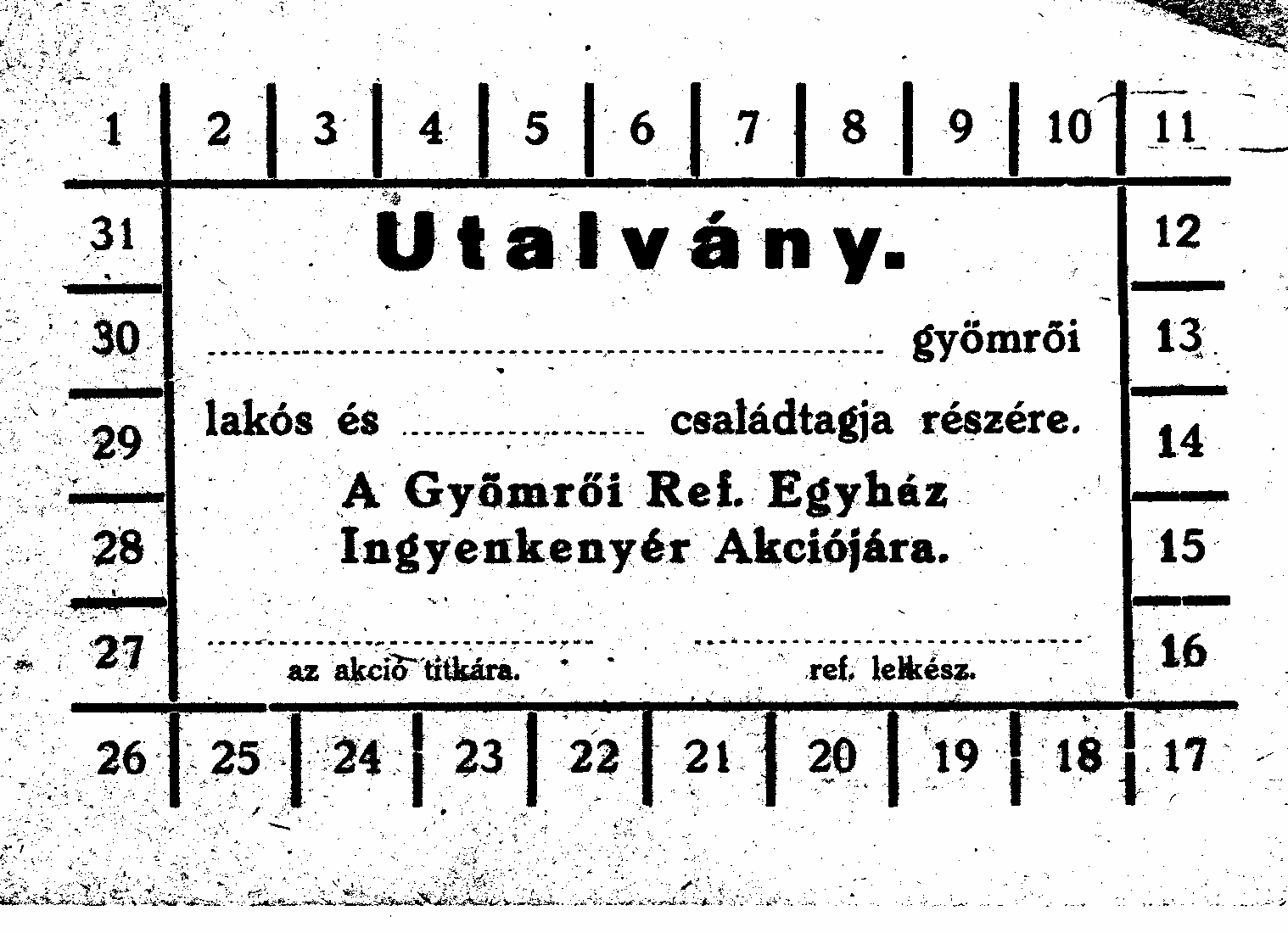
Ingyenkenyér-utalvány

Az előkelő főnemesi gróf széki Teleki család református ágának a sarja. 1912. november 29-én Teleki Tibor gróf és Széchenyi Alice grófnő (aki Széchenyi Béla leánya volt) ötödik gyermeke. Bátyja, vitéz gróf széki Teleki Béla (1896–1969), Zala vármegye főispánja volt. A szülők sportemberek, az édesapa kitűnő táncos, nagyszerű lovas, az édesanya Magyarország első teniszbajnoknője. Szívük fájdalmára csemetéjük gyönge testalkatú kisfiú. Ám idő múltával a gondos anyai szeretet és az orvosok segítsége csodát művelt: a gyermek egyre jobban erősödött, kivirult. A védettség éveit az edzés korszaka követte. Zárt környezetéből fokozatosan kilépve ismerkedett "a valós élettel". Házi tanítónénije a nagyon művelt Kacsinkáné Horváth Jolánka özvegyasszony volt. Nála vizsgázott a gyömrői "Erzsébet telepen"; ott az iskola igazgatóját Dely Gyulának hívták. Mint magántanuló, időközönként szívesen ellátogatott a "Falu" településrészen lévő református "elemibe", ahol pedig Új Jenő rektor úr igyekezett embert faragni a nebulókból. Vizsgáit – a budapesti Lónyay utcai Református Gimnáziumban szerzett érettségiig, majd a Pázmány Péter Tudományegyetemen nyert jogi és államtudományi doktorátusig – kitűnő eredménnyel végzi; és ez nem származásának szól, hanem képességének. A tantárgyakon kívül másból is "felel": emberségből. Már érettségiző nagy diák, amikor szüleivel egyetértve, lelkipásztor nevelőjének, dr. Halmi Jánosnak a segédletével megszervezi falujában az Ingyenkenyér Akciót. Az 1930-as évek elején, a világválság nyomorúságos korszakában 80-100 helybeli szegény család kapott telente ily módon mindennap ízletes meleg ebédet. Az ételek minőségét Teleki Tiborné grófnő ellenőrizte. A nemes példa országos visszhangot keltett. A nyomor enyhítésében, maga a Teleki család járt elöl.

### A felnőttkor kezdetén

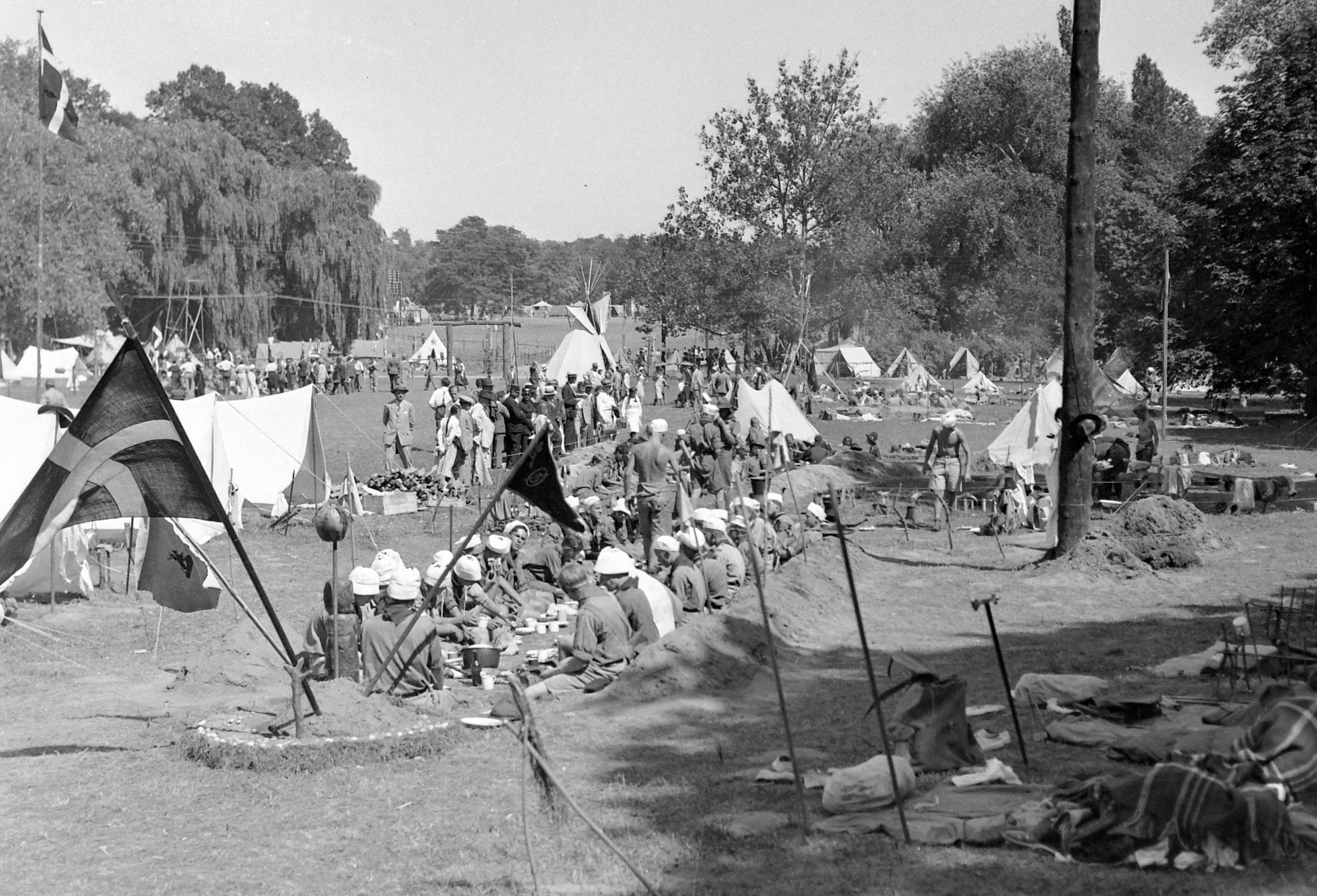
Gödöllői nagytábor

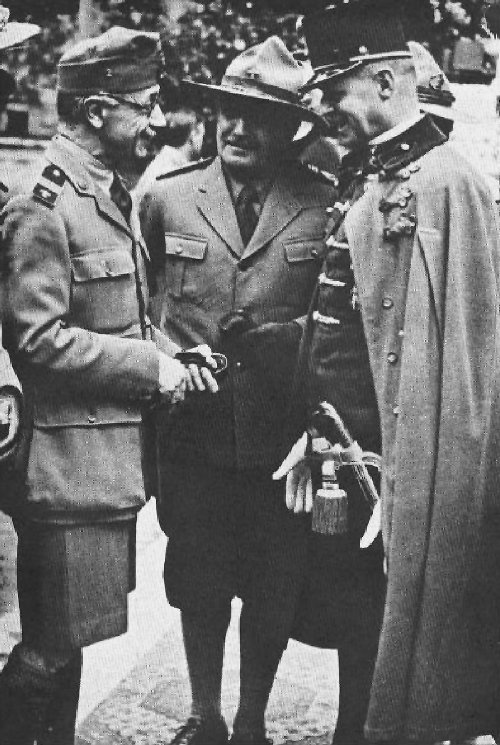
Teleki Pál, a Magyar Cserkészszövetség tiszteletbeli főcserkésze (b), Robert Baden-Powell, a cserkészet megalapítója (k) és Ferenc Farkas cserkészvezető (j)

1933. augusztus 7.és augusztus 16. között Gödöllőn volt a "Dzsembori", a cserkészek világtalálkozója Magyarországon, ahová mintegy 25.000 fő érkezett táborozásra a világ minden tájáról. A vendégeket Teleki Pál gróf mint tiszteletbeli főcserkész fogadta, aki 1922-23-ban tényleges főcserkész is volt. Ide érkezett Robert Baden-Powell, a "világ főcserkésze" is.
Az ifjú Teleki László szintén ott tevékenykedett, tolmácskodott. Még nem volt cserkész, de német, angol, francia nyelvtudásával "ahol tudott, segített" – teljesítvén egyenruha nélkül, "civilben" is a cserkésztörvényt.
A világtalálkozó sereglése meghatározó, elkötelező volt az ifjú Teleki László életében. 1934-ben már ott tanulja a Hárshegyi Cserkészparkban,) egy vezetőképzőn a csapatszervezés és irányítás mesterfogásait. Tanfolyamtársai közt – egy csoportfelvétel tanúsítja – több gyömrői káplán is látható, akik a későbbi években, tisztük szerint részesei az eklézsia ifjúsági munkájának (Rohonczy János, Jakus Gábor, Rabéczy Sándor, Békési Panyik Andor, Szalay István és Szilháti Sándor, aki a front után református parókus lelkész is lett Gyömrőn.) Az ifjú gróf, mint cserkészparancsnok, a 836-os Könyves Kálmán csapatot irányította avatott kézzel. Táboroztak Szádelőn, Észak-Magyarország festői részén, Szaporcán, az Ormánságban, Dél-Magyarországon; regősökként járták az országot. A kis "cserkészapródokkal" tanyázásra indultak Locsodra, Forró pusztára, Pomázra, Dunavecsére, ott lakozván a KIE (Keresztyén Ifjúsági Egyesület) pompás, szigeti faházaiban. Parancsnokként megtanult jól főzni, s ha úgy esett sora, tábori ebédosztáskor beállt hatodiknak csajkájával. Vándorútjaikon ott aludt ő is a szénapajtában, ha csak abban leltek szállást. Emlékezetesek a tábortüzek, amelyek műsorát kifogyhatatlan ötlettel ő állította össze. Kossuth emlékünnepélyét, Rákóczi fejedelem (1705. évi) gyömrői táborozásának, szózatának megjelenítését helyi hagyománnyá avatta.) Egy rá jellemző apróság: amikor a Teleki család augusztus 20-án a kastély tetejéről, mint egy páholyból nézve, a budai tűzijátékban gyönyörködött, László ilyen megjegyzésekkel kísérte egy-egy színes rakéta pukkanását: – Most egy napszámos család fél évi keresete szállt a levegőbe, most egy épülő ház falainak ára, most egy gimnazista diák évi tandíja… Viszont puritánsága nem tette őt rideggé. A falujabeli fiatalokat olykor elvitte az Operaházba, kiállításokra, múzeumokba, tanulmányutakra. Ellensége volt a pazarlásnak, de bőkezű a kultúra támogatásában. Nem csak élvezője, de cselekvő alkotója is a művelődésnek. Énekkart szervezett, s ha szükséges volt, vezette a gyülekezet énekét, lévén kitűnő orgonista.
László gróf "szociális érzékenysége" nem merült ki az adományozásban: álláshoz segítette, kenyérkereső foglalkozásra készítette elő, népfőiskolára küldte az ifjakat. A népfőiskolákból "ezüst-" és "aranykalászos" gazdák kerültek ki, akik kis- és középbirtokaikon mintagazdaságokat munkáltak szorgalmukkal. Ígéretes építői voltak ők a Somogyi Imre (író) megálmodta "Kert-magyarországnak". Teleki László lelkesen szorgalmazta a falujabeli gyermekek minden vonalon való tovább iskolázását. Megbízható vasutasok, postások, hivatalnokok tucatjait állította kenyérkereső, nyugdíjat biztosító életpályára az ő ajánlása és jótállása. Ösztönzésére a Gyülekezeti Házban vetítettképes népművelő előadások, színdarabok vonzották a lakosokat. A Levente Otthonban evangelizáló csendesnapok, a templomban ünnepi hangversenyek követték egymást. Eleven érdeklődés kísérte a vendégelőadók, Dobos Károly, Bíró György, Batiz Dénes, Kovács Péter, Kovács Bálint, Karácsony Sándor professzor és mások) szolgálattételét. A külföldi látogatókat "Laci bá" tolmácsolta. Selva Raja Yesudian indiai keresztyén jógit (Jóga) – a Testnevelési Főiskola és az Orvostudományi Egyetem hallgatóját – már nem is kellett fordítani, hibátlanul beszélt magyarul. 
A XVII. századi régmúltban különvált oldalági, távoli rokon miniszterelnök Teleki Pál gróf, tiszteletbeli főcserkészi minőségében, szintén ellátogatott Gyömrőre 1939 májusában. A fiatalok között a cserkészotthonban dedikálásképpen a fehérre meszelt falfelületre odarajzolta és aláírta saját maga karikatúráját. Barabás Géza helyi cserkész le is fényképezte az utókor számára. 

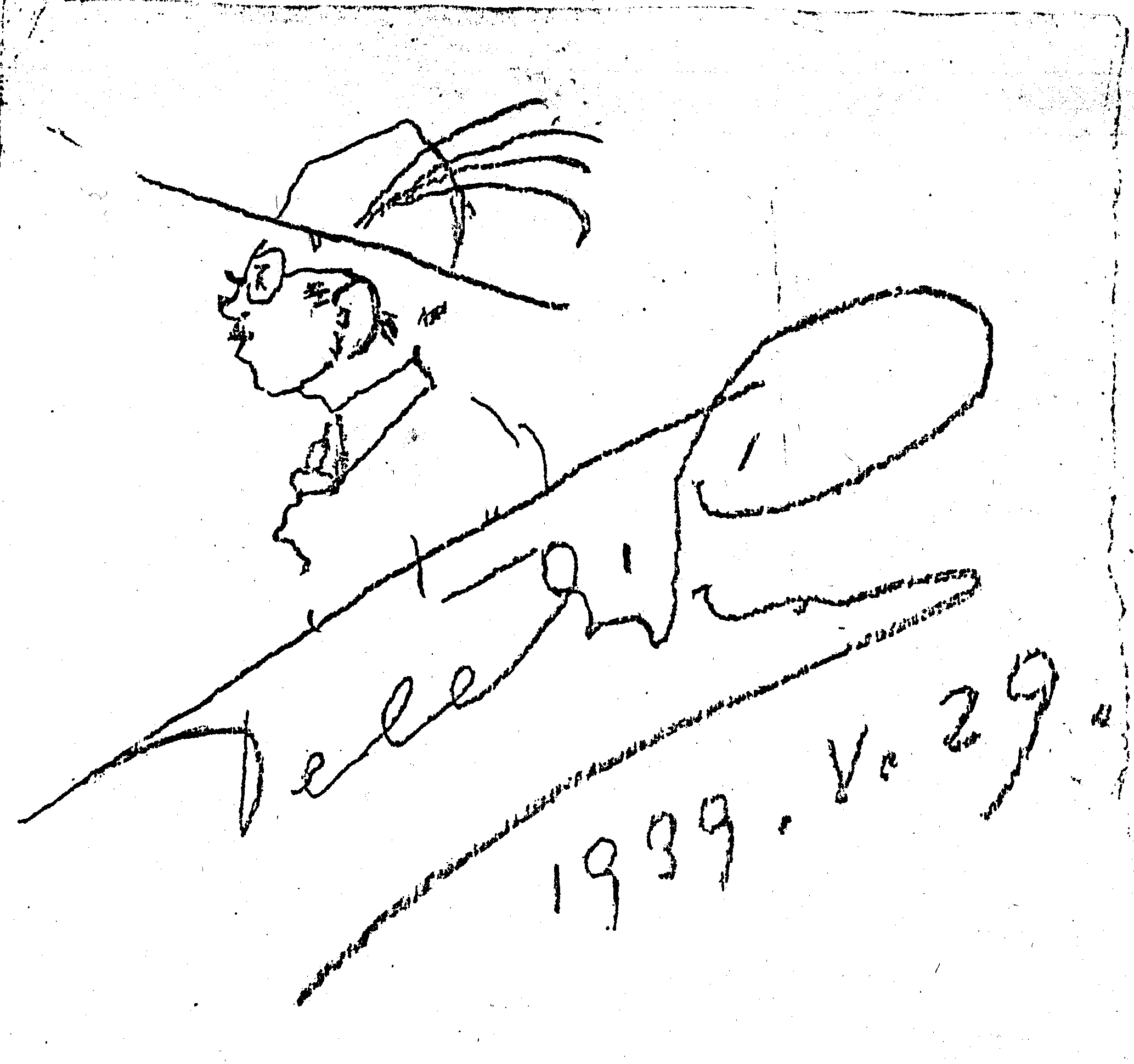
Teleki Pál rajzolt önarcképe

### A családalapítás
1941. október 15.-én Teleki László vette feleségül az előkelő középnemesi származású alapi Salamon Évát (lásd még: Salamon család (alapi)), Salamon Géza szepesi főispán és gróf bethleni Bethlen Ilona leányát, akit mint a Kálvin téri gyülekezet Leánykörének tagját ismert meg egyházi alkalmakon. Egyházi eskütételük Budapesten a Kálvin téri templomban történt (1941.10.15.) dr. Ravasz László püspök szolgálatával (Kálvin téri református templom (Budapest). Első gyermekük, Géza, még Budapesten született 1943-ban a Bethesda Kórházban, a második, Miklós, már Sopronban 1944-ben.
A házaspár rövid élettörténete néhány nyelvre lefordítva az alábbiakban megtalálható.

### Egyházmegyei gondnok
1943. június 24. – Teleki László édesatyja, Teleki Tibor gróf elhunyta után, 1942-től a gyömrői református eklézsia főgondnoki tisztét töltötte be. A közegyház vezetősége, a presbitériumok és a KIE szervezetek országosan is figyelemmel kísérték életét, munkásságát. Így történt aztán, hogy őt, a Keresztyén Ifjúsági Egyesületek Nemzeti Szövetségének ügyvezető elnökét a Pesti Egyházmegye elnökévé is megválasztották. Közéleti aktivitását fennmaradt naptárának sűrű munkarendi bejegyzései tanúsítják. A későbbi évekből csupán a helységnevek, ahol szolgálatokat végzett: Kunszentmiklós, Kiskunhalas, Pápa, Sopron, Monor, Sárospatak. Tanítóképzősök, földműves fiúk, tanoncok, cserkészek, népfőiskolások, presbiterek hallgatták lenyűgöző, szemléletes előadásait. Közben az írott sajtó is hozta magvas cikkeit. Amikor például a svájci rádióban tartott előadást, ennek tiszteletdíját a gyömrői templom renoválására ajánlotta föl. Amikor hazatért külföldi útjairól, élménybeszámolóit a falujabeli Gazdakörben tette közkinccsé.

### Meghurcoltatás
Telekiék eszményien szép családi életét széttördelte a történelem. Az édesapa katonai szolgálata alatt övéi a Dunántúlra kerültek. A front után a Nagykastélyt feldúlva találták, a Kiskastélyban azonban még otthonra leltek: hálás szívű családok siettek segítségükre, de végül is ki kellett költözniük az ősi fészekből. Rövid pesti tartózkodás után kitelepítették Telekiéket. A tiszasülyi állami gazdaság melléképületeibe lakoltatták őket; sorstársaik "kulák" üldözöttek és arisztokraták ( lásd még: Arisztokrácia) voltak. Innen Teleki Lászlót az Államvédelmi Hatóság Budapestre szállította, s 1952. március 10-én "a demokratikus államrend megdöntésére irányuló szervezkedésben való tevékeny részvétel" bűntette miatt 7 évi börtönre, 10 évi közügyektől eltiltásra és teljes vagyonelkobzásra ítélte a Magyar Népköztársaság Legfelsőbb Bírósága. A tárgyalás nem volt nyilvános. Teleki László ügyét együtt tárgyalták két "bűntársával"; Pógyor István 12 év börtönbüntetést, Hartyáni Imre pedig 5 év börtönt kapott. Mindhárom vádlott "vagyontalan" minősítéssel illettetett, de a paragrafusok értelmében azért mégis "teljes vagyonelkobzásra" ítélték őket.
Telekiné Éva asszony Tiszasülyről Tállyára költözött. Egykori családi birtokuk egyik épületében kapott lakást. A gyermekeket: Gézát és Miklóst még idejében, 1948. augusztus 16-án sikerült Svájcba menekíteni a Nemzetközi Vöröskereszt segítségével. Így ők "megúszták" a kitelepítés borzalmait. Az édesapa viszont előbb Márianosztrára, majd Várpalotára a bányába száműzetett, kényszermunkára. És ha példamutató volt az elítélt magatartása szabad korában, sokkal inkább az volt rabsága idején. Sorstársainak bibliaórákat tartott, közös imádkozást szervezett; aki igényelte, annak német, francia vagy angol nyelvi tanulmányokat tett lehetővé. Töretlen, derűs kedélye tartotta a lelket a csüggedőkben.

### Szabadulás
1956 nyarán nagy egyházi világtalálkozót rendeztek Galyatetőn, talán annak bizonyítására, hogy "milyen nagy a vallásszabadság Magyarországon, a szocialista rendszerben". Egyházi és állami vezetőknek ez alkalommal kínos lett volna válaszolniuk az érdeklődőknek – akik Európa-szerte ismerték és tisztelték dr. Teleki László grófot –, mi van a nagytekintélyű egyházi munkással? Dr. Pap László teológiai professzor szorgalmazására 1956. július 28-án szabadlábra helyezték "Laci bá"-t.

### Rehabilitálás
1991. szeptember 3. – Fájdalmas késéssel ugyan, de végül is megtörtént a koholt per meghurcolt áldozatának rehabilitálása. A Fővárosi Bíróság Teleki László ügyében igazolta, hogy: – "...A Legfelsőbb Bíróság 1952. március 10. napján kelt és jogerőre emelkedett B.IV.0054/1952/8-as ítéletét… az 1990. évi XXVI. törvény 1. § (1) bekezdésében írt rendelkezés folytán semmisnek kell tekinteni."

## Teleki László emléke

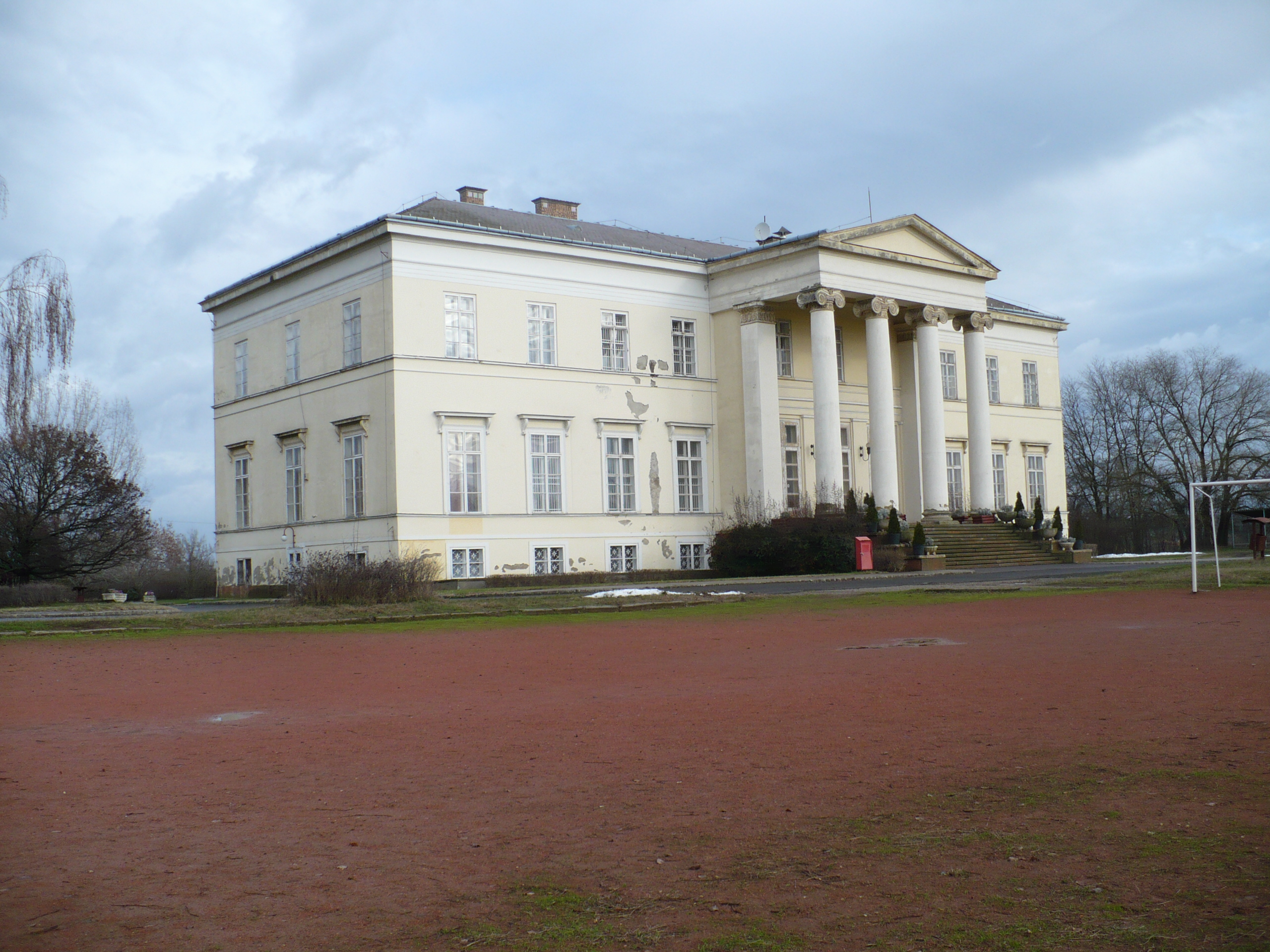
A Teleki-kastély napjainkban

Magyarország református közössége egyik legértékesebb embere az ő maga korában, nagyműveltségűnek, nemes lelkűnek, vezetésre termett egyéniségének tekintették, a legnagyobb magyar, Széchenyi István dédunokája szabadulása után gépkezelő lett a kispesti József Attila-lakótelep (Budapest) építésén. De boldog volt, mert felesége, Éva asszony is kikerült a kórházból, és együtt élhettek egy józsefvárosi ház földszintjén. És szívdobogva várták a rég óhajtott találkozást fölserdült gyermekeikkel egy közbenső területen, Lengyelországban. Ám találkozásuk előtt egy órával, Varsótól 100 km-re borzalmas vasúti katasztrófa történt, vonatuk összeütközött. Éva október 9-én, László 10-én meghalt. Csak ilyen találkozás adatott meg számukra gyermekeikkel, Gézával és Miklóssal.
A temetésre 1962. október 18-án, csütörtöki napon 13 órakor került sor. A két koporsót a lengyel állam szállíttatta Magyarországra, és a történelmi Teleki család gyömrői, műemlék kriptájában helyezték el. A két halottat többezres létszámú gyászoló búcsúztatta. Az egyházi szertartás szolgálattevői voltak: – igehirdetés: Szilháti Sándor; imádság: Kovács Bálint; síri ágenda: Hegyi-Füstös István; egyházmegyei búcsúztatás: Demeter József. Istenhozzádot mondták még egykori rabtársai, munkatársai és más tisztelői is.

### A "Gróf Teleki" utcanév visszaállítása Gyömrőn
1990. május 20-án, egy nappal azután, hogy végtisztességtétel adatott a hamis vádak alapján elítélt és a börtönben elhunyt Pógyor István KIE nemzeti titkárnak a rákoskeresztúri temető 301-es parcellájában, a Keresztyén Ifjúsági Egyesületek (YMCA) küldöttsége Gyömrőre is ellátogatott Lee Soo-Min, a Világszövetség főtitkára, Bruce Knox amerikai, Egon Slopianka európai és Dietrich Reitzner bécsi titkárok kíséretében. Dr. Ábrahám Dezső nyugalmazott amerikai püspökkel együtt, magyarországi ifjúsági vezetők társaságában, népes gyülekezet körében lerótták kegyeletüket dr. széki Teleki László grófnak és feleségének, alapi Salamon Évának emléke előtt is.
Az "emléknap" felekezeti különbség nélkül az egész településnek emlékezetes marad. Ekkor került ugyanis sor a helyi, gyömrői Széki Teleki grófok emlékét őrző, régi "Gróf Teleki utca" név visszaállítására a "Főszög" település-részben.
A református templom kapujánál elhelyezett táblát Gál Ferencné tanácselnök leplezte le. – "Magunkat minősítjük – mondta –, amikor nem vagyonra, társadalmi osztályra figyelünk elsősorban, hanem megbecsüljük egy szellemében és jellemében is nemes, törzsökös család példáját!"

### Gimnázium és szakközépiskola névadója
2002. november 30. – Emlékezetes esemény színhelye volt ekkor a Gyömrői Széki Teleki László Gimnázium és Informatikai Szakközépiskola. Névadójuk születésének 90., halálának 40. évfordulójára emlékeztek színvonalas ünnepséggel és kamara-kiállítással a növendékek és a vezetők. A házigazda Kovács Gyula igazgató köszöntője után a város polgármestere, dr. Gyenes Levente méltatta a kivételes alkalom jelentőségét és fontos felismeréseit. Kuruczné Kiss Éva tanárnő diákjai Pódium Színpadi megjelenítésében Teleki László gyermekkorának egy derűs, tanulságos epizódját idézték meg. A kiállítóterem képeit, táblázatait, illusztratív régiségeit két nagy falfelület panorámája szemléltette. Az üvegtárlókban kisplasztikai, könyv- és okmány dokumentumok sorakoztak. A vendégek körében köszöntötték "Laci bá" unokaöccsét, a Genfből idelátogató Teleki Gábort és feleségét, Natashát. Teleki László gyermekei Géza és Miklós, ezekben a napokban Erdélyben voltak és a marosvásárhelyi Teleki Téka ügyeit-dolgait rendezték. 2002. december elsején a "Falu" nevű településrészen, a református templomban Lakatos Tibor lelkipásztor istentisztelet keretében emlékezett az eklézsia egykori főgondnokára és hitvesére. Az egyházközség és a Teleki Gimnázium küldöttsége koszorút helyezett el aranybetűs márványtáblájuk előtt, melyet a felújított templomban állítottak a hívek, valamint a jogász Géza és az orvos Miklós, a házaspár Bázelben élő gyermekei. A fiúk a renoválás költségeihez egymillió forint értékben kárpótlási jegyükkel járultak hozzá. 1992. május 10-e óta mindketten tiszteletbeli főgondnokai a gyülekezetnek. Az édesatyjuk nevét viselő helyi cserkészcsapatnak jelentős adományt adtak tábori felszerelésre. Rájuk is vonatkozik szüleik emléktáblájának Igéje (Ézs 32,8): "A nemes nemes dolgokat tervez és a nemes dolgokban meg is marad".